# 春丕谷羊茅
春丕谷羊茅（学名：Festuca chumbiensis）为禾本科羊茅属下的一个种。

## 扩展阅读
- 維基物種上的相關：春丕谷羊茅